# Cantone di Saint-Bonnet-en-Champsaur
Il Cantone di Saint-Bonnet-en-Champsaur è una divisione amministrativa dell'arrondissement di Gap.
A seguito della riforma approvata con decreto del 20 febbraio 2014, che ha avuto attuazione dopo le elezioni dipartimentali del 2015, è passato da 16 a 27 comuni.

## Composizione
I 16 comuni facenti parte prima della riforma del 2014 erano:
- Ancelle
- Buissard
- Chabottes
- Les Costes
- La Fare-en-Champsaur
- Forest-Saint-Julien
- Laye
- La Motte-en-Champsaur
- Le Noyer
- Poligny
- Saint-Bonnet-en-Champsaur
- Saint-Eusèbe-en-Champsaur
- Saint-Julien-en-Champsaur
- Saint-Laurent-du-Cros
- Saint-Léger-les-Mélèzes
- Saint-Michel-de-Chaillol

Dal 2015 i comuni appartenenti al cantone sono i seguenti 27:
- Ancelle
- Aspres-lès-Corps
- Buissard
- Chabottes
- Champoléon
- Chauffayer
- La Chapelle-en-Valgaudémar
- Les Costes
- La Fare-en-Champsaur
- Forest-Saint-Julien
- Le Glaizil
- Laye
- La Motte-en-Champsaur
- Le Noyer
- Orcières
- Poligny
- Saint-Bonnet-en-Champsaur
- Saint-Eusèbe-en-Champsaur
- Saint-Firmin
- Saint-Jacques-en-Valgodemard
- Saint-Jean-Saint-Nicolas
- Saint-Julien-en-Champsaur
- Saint-Laurent-du-Cros
- Saint-Léger-les-Mélèzes
- Saint-Maurice-en-Valgodemard
- Saint-Michel-de-Chaillol
- Villar-Loubière